# Ménez Quelc'h
Le Ménez Quelc'h est une montagne située en Bretagne, dans le département du Finistère, en pays de Cornouaille, sur le territoire de la commune de Cast.

## Cyclisme

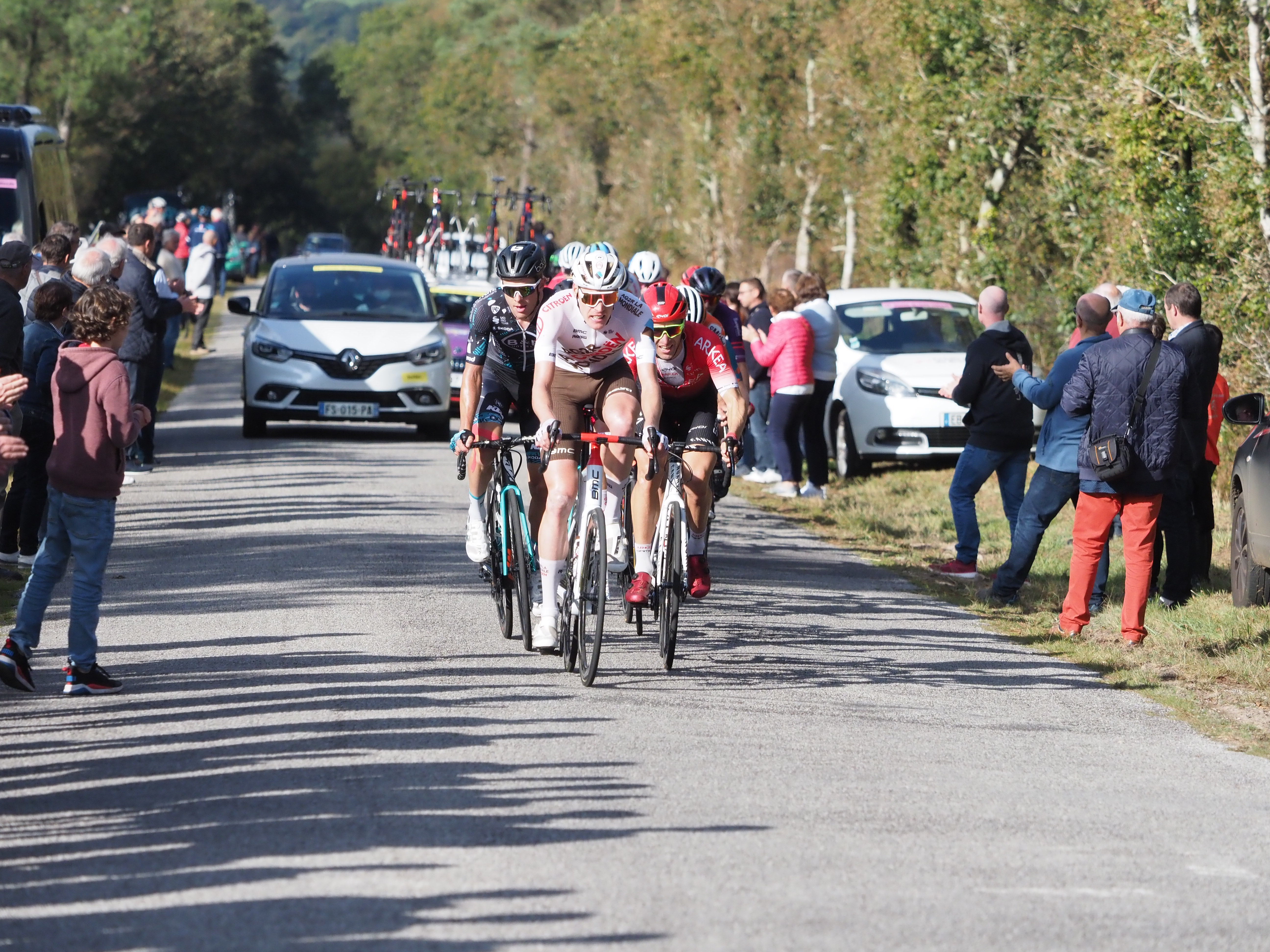
Cyclisme au Ménez Quelc'h.

Le site a été plusieurs fois candidat à une arrivée d'étape du Tour de France, notamment en 2004, 2008 et 2011. Cette côte est en partie empruntée par les Boucles de l'Aulne.
Le 11 juillet 2018, le parcours de la 5e étape du tour de France, reliant Lorient à Quimper passe par le Ménez Quelc'h. Celui-ci se voit classé en 3e catégorie au classement de la montagne du Tour de France. Le Letton Toms Skujiņš y passe en tête.
Le 27 juillet 2025, son ascension est programmée sur le parcours de la 2e étape du Tour de France Femmes, reliant Brest à Quimper. La Néerlandaise Silke Smulders passe en tête au sommet de cette ascension classée en 3e catégorie.